# Ніна (тайфун, 1975)
Тайфун (супертайфун) Ніна (англ. Super Typhoon Nina, мужнародне позначення 7503, позначення JTWC: 04W) — короткоживучий, але інтенсивний тропічний циклон, що викликав катастрофічні руйнування і жертви в Китаї унаслідок руйнування дамби Банджао та кількох менших дамб. Від повеней загинуло понад 100 тис. осіб, що робить цей тайфун одним з найгірших за числом жертв тропічних циклонів.